# Good Night
Good Night (englisch für ‚Gute Nacht‘) ist ein Lied der britischen Band The Beatles, das 1968 auf ihrem neunten Studioalbum The Beatles veröffentlicht wurde. Komponiert wurde es von John Lennon und Paul McCartney und unter der Autorenangabe Lennon/McCartney veröffentlicht.

## Hintergrund
Good Night wurde hauptsächlich von John Lennon komponiert.
Mitte Februar 1968 reisten die Beatles mit ihren Frauen nach Rishikesh (Indien), wo ein mehrwöchiger Meditationskurs des Maharishi Mahesh Yogi stattfand. Ringo Starr kehrte bereits Anfang März nach England zurück, Paul McCartney folgte drei Wochen später. John Lennon und George Harrison verließen Indien erst Mitte April. Während des Indienaufenthalts schrieben die Beatles die Mehrzahl der Lieder für ihr neues Album. 
Good Night allerdings gehört nicht zu den Esher-Demos mit diesen Songideen, die Ende Mai 1968 im Haus von George Harrison aufgenommen wurden. Zu welcher Zeit Lennon Good Night geschrieben hat, ist daher nicht dokumentiert. Lennon schrieb das Gute-Nacht-Lied nach eigener Aussage für seinen Sohn Julian, der 1968 fünf Jahre alt war.
Ringo Starr sagte 1968 zum Lied: „Alle denken, Paul hat Good Night geschrieben, damit ich es singen kann, aber es war John, der es für mich geschrieben hat. John hat viel Soul.“

## Aufnahme
Good Night wurde zuerst am 28. Juni 1968 in den Abbey Road Studios (Studio 2) in London mit dem Produzenten George Martin aufgenommen. Geoff Emerick war der Toningenieur der Aufnahmen. Die Beatles nahmen fünf Takes auf, die Aufnahmesession dauerte von 19 bis 4:30 Uhr. John Lennon spielte bei dieser frühen Version die akustische Gitarre und Ringo Starr sang. Die einzelnen Versionen begannen mit individuellen Einleitungen von Starr:
- “Come on children! It’s time to toddle off to bed. We’ve had a lovely day at the park and now it’s time for sleep.”
- “Put all those toys away. Yes, Daddy will sing a song for you!”
- “Cover yourself up, Charlie. Pull those covers up and off you go to dreamland!”

Am 2. Juli 1968 fügten Lennon, Harrison und McCartney noch Chorgesang hinzu und Starr sang Good Night erneut ein. Toningenieur war nun Peter Brown. Es wurden zehn Takes aufgenommen, wobei George Martin eine Kopie der letzten Aufnahme anfertigte, um dafür ein Arrangement zu schreiben. Die Aufnahmen dauerten von 18 bis 0:15 Uhr.
Am 22. Juli wurde Good Night im Studio 1 unter der Leitung von George Martin und dem Toningenieur Ken Scott komplett neu eingespielt, auf die vorherigen Aufnahmetakes wurde verzichtet. Zuerst wurden zwölf orchestrale Takes eingespielt, anschließend wurde der Chorgesang der Mike Sammes Singers aufgenommen, gefolgt von Ringo Starrs Gesang. An diesem 22. Juli wurden mit Starr auch noch Teile des Liedes Don’t Pass Me By aufgenommen. Die Aufnahmesession begann um 19 Uhr und endete um 1:40 Uhr.
Die Monoabmischung erfolgte am 23. Juli und am 11. Oktober 1968. Am 11. Oktober erfolgte die Stereoabmischung. 
Besetzung
- Ringo Starr: Gesang
- George Martin: Celesta
- The Mike Sammes Singers (Ingrid Thomas, Pat Whitmore, Val Stockwell, Irene King, Ross Gilmour, Mike Redway, Ken Barrie, Fred Lucas): Chor
- nicht aufgeführte Musiker: Geigen: 12; Bratschen: 3; Cellos: 3; Flöten: 3; Klarinette: 1; Waldhorn: 1; Vibrafon: 1; Harfe: 1

## Veröffentlichungen
- Am 22. November 1968 erschien in Deutschland das 13. Beatles-Album The Beatles, auch ‚The White Album‘ (deutsch: ‚Weißes Album‘) genannt, auf dem Good Night enthalten ist. In Großbritannien wurde das Album ebenfalls am 22. November veröffentlicht, dort war es das zehnte Beatles-Album. In den USA erschien das Album drei Tage später, am 25. November, dort war es das 16. Album der Beatles.
- Am 25. Oktober 1996 wurde auf dem Kompilationsalbum Anthology 3 ein Mix aus der Probeaufnahme vom 28. Juni und der endgültigen Version vom 22. Juli 1968 veröffentlicht.
- Am 9. November 2018 erschien die 50-jährige Jubiläumsausgabe des Albums The Beatles (Super Deluxe Box), auf dieser befinden sich drei bisher unveröffentlichte Versionen von Good Night.

## Coverversionen
Folgend eine kleine Auswahl:
- Barbra Streisand – What About Today? [1]
- The Manhattan Transfer – The Christmas Album [2]
- Linda Ronstadt – Dedicated to the One I Love [3]